# 木築沙絵子
木築 沙絵子（きづき さえこ、1966年1月3日 - ）は、日本のピンク女優（ポルノ女優）・AV女優。
東京都出身。身長：155cm。スリーサイズ：B78・W57・H80。血液型：A型。

## 活動
1985年に19歳でピンク映画デビューした。当時は、日活ロマンポルノが1981年誕生の”アダルトビデオ（AV）ブーム”に圧倒されていた、”時代の過渡期”だった。木築沙絵子は”ロリータフェイス”の妖艶溢れる魅力で、SM作品を中心に出演した。女優名の「木築」は「鬼畜」を意味しており、AVに押されて売上が激減していた日活が、木築沙絵子を”マゾ女優”の「鬼畜」として起用したことを示している。ただし、日活にはそれまで歴代4代の”SMの女王”（マゾ女優）がいたが、木築沙絵子がピンク映画デビューした同年に真咲乱（木築と同学年の1965年生まれ、元一般女優、公称バスト100センチ、のちAV女優）が4代目”SMの女王”になったため、木築は”SMの女王”になることができなかった。また、木築が「ロマンXシリーズ」という特殊なシリーズに出演したことも、木築が”SMの女王”になれなかった理由の一つである。
従来のピンク映画とは異なるハード描写を取り入れた「ロマンXシリーズ」の第一作『箱の中の女』に主演した（もちろん、スクリーンは映画館のスクリーンを使用）。この映画は”アメリカで実際に起きた伝説的な長期誘拐事件”の実話を基に作られた"問題作"で、日活が"AVへの最後の反撃"として制作したものだった。
「ロマンXシリーズ」に続いてアダルトビデオにも進出し、映画とは違う一面で人気を博した。
90年代に入ってから活動が途絶え消息不明となるが、それからしばらくしてロマンポルノ関係のイベントに顔を出すようになり、往年のファンを喜ばせた。
しかし2002年にポルノ映画に一本出演したのを最後に、公の場から姿を消した。

## 作品

### 映画
- みんなあげちゃう（1985年4月20日公開、にっかつ）監督:金子修介 - マントルの女子大生B 役[3]
- シャコタン☆ブギ（1987年8月15日公開、東映）監督:中原俊 - 沙世子 役[4]
- 噛む女（1988年7月1日公開、にっかつ）監督:神代辰巳 -工藤静子 役[5]
- 童貞物語 2 チェリーボーイズ（1988年7月30日公開、バンダイ＝MMP＝鎌倉スーパーステーション）監督:高橋秀和[6]

### 成人映画
- イヴちゃんの花びら（1984年7月27日公開、にっかつ）監督:中原俊 主演:イヴ - 喜美子 役[7]
- スケバン株式会社 やっちゃえ!お嬢さん（1984年9月15日公開、にっかつ）監督:小原宏裕 - 知子 役[8]
- イヴちゃんの姫（1984年11月3日公開、にっかつ）監督:金子修介 主演:イヴ - 山崎かおる 役[9]
- イヴの濡れてゆく（1985年2月23日公開、にっかつ）監督:村上修 主演:イヴ - 理恵 役[10]
- 箱の中の女 処女いけにえ（1985年9月7日公開、にっかつ）監督:小沼勝 - 実千代 役[11]
- 女銀行員暴行オフィス（1985年10月12日公開、にっかつ）監督:西村昭五郎 - 坂本恵 役[12]
- セクシーUP 桃色乳首（1985年11月公開、ミリオン・フィルム）監督:高原秀和、ビデオタイトル「桃色乳首」[13]
- ザ・マニア 快感生体実験（1986年3月26日公開、にっかつ）監督:滝田洋二郎 - 村上利恵 役[14]
- 処女のはらわた（1986年5月31日公開、にっかつ）監督:ガイラ - レイ 役[15]
- 芦屋令嬢 いけにえ（1986年8月23日公開、にっかつ）監督:池田賢一 - 三根冴子 役[16]
- ブルーエクスタシー ザ・過激（1986年11月公開、ミリオンフィルム）監督:高原秀和 - 真実 役[17]
- タイムアバンチュール 絶頂5秒前（1986年12月20日公開、にっかつ）監督:滝田洋二郎 - 刺青男の恋人 役[18]
- 女体美食倶楽部（1987年4月25日公開、にっかつ）監督:池田賢一[19]
- 拷問貴婦人（1987年6月20日公開、にっかつ）監督:ガイラ[20]
- 檻の中の欲しがる女たち（1987年12月5日公開、にっかつ）監督:すずきじゅんいち - 笹野由香 役[21]
- ヘビーSEX'87 感度良好（1987年、ミリオンフィルム）監督:鎮西尚一 - 田村ユミ 役
- 天使のはらわた 赤い眩暈（1988年5月14日公開、にっかつ）監督:石井隆 - 暴力団の男の情婦 役[22]
- ホテトル天使 恥辱の罠（1988年8月13日公開、エクセス・フィルム）監督:鎮西尚一 主演:斉藤唯[23]
- 悪徳の栄え（1988年8月27日公開、にっかつ）監督:実相寺昭雄 - なつ 役[24]
- 奥様はマゾ にぎらせて!（1989年5月12公開、エクセス・フィルム）監督:秋山豊[25]
- サディスティック＆マゾヒスティック（2001年1月27日公開、にっかつ）監督:中田秀夫[26]
- 三十路色情飼育 -し・た・た・り-（2002年11月29日公開、エクセス・フィルム）監督:加藤文彦 - 順子 役、新版タイトル「熟れ熟れ芳醇女 締まるツボ」 2011年3月11日公開、DVDタイトル「隣人飼育 三十路女の妄想」[27]

### アダルトビデオ
1985年
- 箱の中の女 処女いけにえ（にっかつビデオ NY-857）＊映画「箱の中の女 処女いけにえ」のビデオ版

1986年
- 熱い唇で吸って（5月1日、新東宝映画 (ST)P-33）
- 性夢（10月10日、現映社/スワンビデオ）
- 唇までとろけそう（10月13日、宇宙企画）
- 姫（VIP 2C-5）
- メルヘン・ドール（SHOWA SOW-2040）
- ザ・マニア 快感生体実験（にっかつビデオ NY-894）＊映画「ザ・マニア 快感生体実験」のビデオ版
- 処女のはらわた（にっかつビデオ NY-900）＊映画「処女のはらわた」のビデオ版
- 真夜中のシネマティックマガジン La-Rouge（ラ・ルージュ）1 渡瀬ミク・かとうみゆき・北原ちあき・木築沙絵子 他（宇宙企画 M-05）
- 愛のエチュード（フェニックスビデオ PM-0010）

1987年
- 奇妙な果実（2月25日、アリスJAPAN）
- 女体美食倶楽部（4月25日、にっかつビデオ GP-011）＊映画「女体美食倶楽部」のビデオ版
- 赤い時 Vol.5（8月15日、大陸書房）＊イメージビデオ
- 木築沙絵子のファンタジー（10月15日、大陸書房）＊イメージビデオ
- 凌辱エスパー　サイキッカーHEAVY RAPE（10月25日、ユース電子 SOW-2048）
- 桃色乳首（富士ビデオ FY-9）
- 淫象（トロイ TG-003）

1988年
- 檻の中の欲しがる女たち（4月25日、にっかつビデオ）＊映画「檻の中の欲しがる女たち」のビデオ版
- 桃色パニックⅠ クライマックス・グラフィティ 小林ひとみ・竹下ゆかり・木築沙絵子 他（6月11日、新東宝）
- ベスト・ヒット・フェニックス 2 雨野夕紀・白木麻弥・木築沙絵子・冴島奈緒 他 全7名（9月5日、フェニックスビデオ）
- 童貞物語2 チェリーボーイズ（9月9日、バンダイビジュアル）＊映画「童貞物語2 チェリーボーイズ」のビデオ版
- 桃色乳首 3 木築沙絵子・早瀬沙樹（富士ビデオ）

1989年
- 悪徳の栄え（2月10日、にっかつビデオ）＊映画「悪徳の栄え」のビデオ版

1990年
- ふれんず・らぶ（RAC PE-002）
- I WANT YOU アイ・ウォント・ユー（エンジェルプラン）
- 突く ザ・レイプ 22 木築沙絵子・岡田きよみ 他（富士ビデオ FY-63）

1994年
- 拷問貴婦人（10月7日、にっかつビデオ）＊映画「拷問貴婦人」のビデオ版

1997年
- 芦屋令嬢 いけにえ（4月4日、にっかつビデオ）＊映画「芦屋令嬢 いけにえ」のビデオ版

2001年
- ロマンポルノ女優 AVコレクション  中沢慶子・浅見美那・麻生うさぎ・泉じゅん・木築沙絵子 他（6月1日、現映社）
- フェアエストRemix 小室友里・冴島奈緒・つかもと友希・木築沙絵子 他（9月21日、グラフィティジャパン）
- 天使のはらわた 赤い眩暈（9月21日、パイオニア）＊映画「天使のはらわた 赤い眩暈」のDVD版

2002年
- ブルー・エクスタシー ザ・過激（6月21日、シネカノン）＊映画「ブルー・エクスタシー ザ・過激」のビデオ版
- Sexy女優列伝 1986 早見瞳・渡瀬ミク・北原ちあき・木築沙絵子 他 全12名（10月26日、ベスト・パートナーズ）

2003年
- 箱の中の女 処女いけにえ（4月25日、アップリンク）＊映画「箱の中の女 処女いけにえ」のDVD版
- サディスティック＆マゾヒスティック（4月25日、アップリンク）＊映画「サディスティック＆マゾヒスティック」のDVD版

2005年
- タイムアバンチュール 絶頂5秒前（10月21日、パイオニア）＊映画「タイムアバンチュール 絶頂5秒前」のDVD版

2012年以降
- 隣人飼育 三十路女の妄想（2012年4月3日、コンマビジョン）＊映画「三十路色情飼育 -し・た・た・り-」のDVD版
- ロマンポルノ45周年記念・HDリマスター版ブルーレイ 箱の中の女 処女いけにえ（2017年4月4日、ハピネット・ピクチャーズ）＊映画「箱の中の女 処女いけにえ」のブルーレイ版

発売年不明
- 快楽ゲーム もも尻り快楽200％!!（ズームエンタープライズ）VHS
- 妖しい時刻（とき）（イメージ・ボックス　IB-01）VHS

## 出版

### 写真集
- 文庫サイズ写真集 FRESH NUDE PART3 木築沙絵子・寺島まゆみ・早見瞳・高倉美貴 他（1985年11月25日、近代映画社）ISBN 9784764813045
- 夢・千夜一夜（1986年7月30日、ミリオン出版）撮影:山木隆夫
- ビデオギャルズスペシャル 森田水絵・秋元ともみ・中川絵里・木築沙絵子 他（1986年8月15日、三和出版）
- 白いときめき（1986年9月7日、大陸書房／ピラミッド社）撮影:山木隆夫 ISBN 9784803310108
- 沙絵子20歳の肖像 山木隆夫写真集（1987年3月15日、大陸書房）撮影:山木隆夫 ISBN 9784803310832
- ビデオギャル’87 おんな年鑑 抱きしめてビデオアイドル99人 木築沙絵子・黒木香・中川絵里・秋元ともみ 他（1987年3月20日、ミリオン出版）
- PRIVATE 木築沙絵子写真集（1987年5月11日、大陸書房）撮影:山木隆夫 ISBN 9784803311075
- 綺麗マガジンデラックス STAR＆STAR ビデオアイドルコレクション 沙羅樹・北原ちあき・高杉レイ・木築沙絵子 他（1987年12月20日、松文館）
- 謝肉祭 憂木瞳 いとうしいな 東清美 中沢慶子 桂木麻也子 木築沙絵子 ほか 全40名（1993年9月30日、竹書房）撮影:高木信行 ISBN 9784884752453
- 文庫サイズ写真集 赤い風車 沙絵子（1994年3月20日、黒田出版興文社）撮影:牧田仁 ISBN 9784876732098

### 雑誌
- EIGA NO TOMO 1984年10月号（近代映画社）
- DELUXEマガジン 1984年10月号（講談社）
- 別冊映画の友増刊 LOVEタッチ 2（1984年12月25日、近代映画社）
- ACTRESS 1984年12月号、1985年5月号（リイド社）
- DELUXE JUMP 1985年5月号（考友社）
- 平凡パンチ 1985年6月17日号、12月30日号、1986年5月5・12日合併号（マガジンハウス）
- ギャルズ・アクション 1985年12月増刊号 パンティノート（考友社出版）
- 写真時代 1986年1月号（白夜書房）
- GORO 1986年2月27日号（小学館）
- ビデオ・ザ・ワールド 1986年3月号、5月号（白夜書房）
- ビデオボーイ 1986年3月号（英知出版）
- デラべっぴん 1986年3月号、11月号（英知出版）
- 週刊プレイボーイ 1986年4月1日号（集英社）
- アップル通信 1986年4月号（三和出版）
- 写真集系雑誌 i-P 美少女満喫大図鑑 森田水絵・木築沙絵子・中沢慶子・梶原真理子 他（1986年6月2日、新和出版社）
- DOKAN! 1986年6月号（新和出版社）
- GAL'S KISS 1986年8月号（三和出版）
- 写真集系雑誌 EXCITE 夏少女25人 杉田かおり・梶原真理子・木築沙絵子 他（1986年9月1日、新和出版社）
- トップボーイ 1987年5月号（写考出版）
- ベストカメラ 1987年9月号（少年画報社）
- 写真集系雑誌 ビデオ・エックス 100号記念特別増刊号 桜樹ルイ・藤本聖名子・あいだもも・森田水絵・木築沙絵子 他（1991年11月20日、笠倉出版社）

## TV
- TV海賊チャンネル（日本テレビ）

ティッシュタイムに登場。自分で衣服を脱いで最後に裸になる。
- 時間ですよ ふたたび 第2話（1987年6月30日、TBS） - 戸板山女子短期大学の銭湯愛好会のメンバー 役[28]
- 晴海コンパニオン物語（1988年10月15日、フジテレビ）[28]
- 火の供養（1989年3月17日、フジテレビ）[28]
- 大江戸捜査網（橋爪淳版(1)、平成第1シリーズ） 第18話「吉原恋模様 居残り新十郎」（1990年10月12日 - 1991年3月29日、テレビ東京）[28]

## RADIO
- ラジオ図書館「ラストシーン研究会」（TBSラジオ、1989年）